# オペラ・ブッファ
オペラ・ブッファ（イタリア語：opera buffa）は、オペラの一形態。18世紀前半にナポリで生まれ、その後ローマやイタリア北部でも広く知られるようになった。18世紀後半には豊かに発展し、パイジェッロ、チマローザ、モーツァルトによって頂点を迎え、19世紀前半のドニゼッティの頃まで盛んに書かれた。

## 歴史
オペラ発展の歴史の中で、オペラ・ブッファは、それまで主流であったオペラ・セリア（ただしこの用語はブッファとの対比においてのみ用いられ始めた新しい用語であり、そもそもはドランマ・ペル・ムージカと呼ばれる）の持つ様式に対する反動として形成された。オペラ・セリアが王侯や貴族のために作られた贅沢な娯楽であったのに対し、オペラ・ブッファは市民的で、より身近な問題を取り扱うものであった。
滑稽な登場人物や状況（しばしば使用人が含まれる）は、モンテヴェルディ、チェスティ、カヴァッリなど、17世紀のヴェネツィア・オペラの中ですでに登場していたが、転機となるのは、1707年にナポリの主権がスペインからオーストリアへと移ったことにある。スペインからの「解放」を題目に掲げたオーストリアは文化緩和策を取り、それまで規制されていたナポリ語方言による文学に対しても理解を見せると、カラーファ・キウザーノ侯爵邸において市民を題材とした3幕の音楽付喜劇『チッラ』が私的に上演された。
同時代の市民をオペラの題材とする試みは非常に成功を博し、それまでは演劇や17世紀の宮廷式オペラを上演していたナポリの市民劇場フィオレンティーニ劇場は、1709年よりこの新しい演目である3幕の喜劇オペラの定期上演を開始する。初期のオペラ・ブッファの登場人物は8人から10人程度と多いが、すべて「喜劇」を担うわけではない。セリア役としての「上級市民」と、その「下男下女」（ブッファ役）が、それぞれの社会身分制に基づく役割をそれぞれ劇中でも担い、その構図は宮廷オペラであったドランマ・ペル・ムージカ（dramma per musica）、つまり、オペラ・セリアとインテルメッゾの関係と変わらないものであった。
従来述べられてきた「オペラ・セリアの幕間に行われる短い1幕ものの幕間劇である「インテルメッツォ」が発展してオペラ・ブッファとなる」という記述は全くの錯誤であり、1970年代以降の欧米の研究においては否定されている。
インテルメッゾは、宮廷オペラである「オペラ･セリア」の中でのみ見出される短い笑劇であり、2人の歌手による2部仕立てが基本形である。これが独立した「作品」として製作されていたのは1710年代から1730年代にかけてのみであり、ペルゴレージ作曲の『奥様女中』はじめ30作ほどしかない。というのも、17世紀の「ドランマ・ペル・ムージカ」でもそうであったように、そもそもインテルメッゾ部の喜劇役を担うのは、オペラ本編の登場人物の下男下女であり、1710年ごろまで本編とインテルメッゾは未分化であったためである。その後、1710年代後半より独立したものとなり、サッロ、ハッセ、ペルゴレージらがこれを発展させるが、1730年代にナポリ王カルロ7世の個人的趣味によってインテルメッゾはすべて禁止され、そのかわりに2作のバレエが挿入されるようになると、他の地域でもその慣習は広がり、以後「幕間バレエ」が一般的な宮廷劇場での「インテルメッゾ」となってゆく。
ペルゴレージの『奥様女中』は、ブフォン論争で取り上げられたことも手伝って、18世紀後半にも各地（フランス、ドイツなど主に北イタリア）での上演が続くが、新作がもはや作られなくなった「インテルメッゾ」は必然的に消滅する方向にあった。しかし、わずかにローマにおいて、例外的な発展を続けることとなる。これは、19世紀初頭まで民間劇場であるヴァッレ劇場を中心に上演されることになり、その構成は2部、男性のみの5声という構成で、当初の2人・2部仕立ての「インテルメッゾ」から、世紀中ごろに発展したものと考えられている。オペラ・ブッファとして有名なピッチンニの『ニーナ』なども、当初この「インテルメッゾ」として男性だけで上演されていることを考えれば、18世紀後半にはローマ教皇庁に対する建前としてこのジャンル名が機能しているだけで、事実上は他の地域のオペラ・ブッファと同質なものであると認められよう。サッキーニ、ピッチンニ、チマローザ、トリットなどに多くの「インテルメッゾ」の作品が確認できるが、すべてはこのローマ式のインテルメッゾである。
18世紀前半のオペラ・ブッファ初期の著名な作曲家には、オレーフィチェ、ヴィンチ、レーオ、ログローシノ、インサングイネ、アウレッタ、ヨンメッリ、ラティッラ、グリエルミ、ピッチンニ、ガルッピがいるが、現存する楽譜は1750年までのもので、ペルゴレージの『妹に恋した兄』など有名作品を入れても、わずか10作にも満たない。うち、自筆譜の残るヴィンチの『ガレー船の新婦』、モンテカッシーノ写本に基づくレーオの『アリドーロ』、ラティッラの『偽の女中』（1738年）はすべてナポリの古楽オーケストラ・ピエタ・デイ・トゥルキーニによって現代復活初演されてCD/DVD化されている。彼らはいずれもナポリやヴェネツィアを拠点として活動したが、オペラ・ブッファの例ではないにせよ、1770年に王立サン・カルロ劇場からガルッピにオペラ『オリンピーアデ』が依嘱されるも、そのスコアを見た歌手から駄目出しがあり、急遽インサングイネの作品に差し替えられたというエピソードから見て、両地域の音楽の趣味は大きく異なっていたものと考えられる。
オペラ・セリアが神や古代の英雄といった神話的要素を取り扱い、滑稽な場面は挿話的に用いられるのみであったのに対し、オペラ・ブッファはそういった滑稽な場面を主要な部分、時にはオペラそのものの前提として用いている。使用される音楽は民衆の方を向いたものとなってきており、一般の民衆が楽しむことの出来る主題や物語が何よりも適したものであった。オペラにおける滑稽な物語は、音楽に娯楽の要素を加える面があった。
伝統的な形式のオペラ・セリアは3幕で構成され、女声やカストラートといった高音域の声を中心に用いた。テノールやバスやバリトンは脇役、端役として使われるのみであった。オペラ・セリアの標準的な配役は女声またはカストラート4、テノール1、バスまたはバリトン1、といったものであり、ほとんどのオペラ・セリアは、カストラートを参加させることを前提として書かれていた。
一方、オペラ・ブッファの基本的な形式もまた3幕であるが、カストラートは使われることはなく、特にバスである「バッソ・ブッフォ」（basso buffo, 道化的バス）が重視されている。バッソ・ブッフォは低音域の男性歌手で、滑稽な場面の中心的役割を担う。彼の歌うアリアや独唱は極めて速いテンポをもち、滑稽さを演出するために音符間の跳躍が非常に多く用いられている。有名なバッソ・ブッフォのキャラクターとしては、モーツァルトの『ドン・ジョヴァンニ』に登場するレポレロが挙げられる。
ナポリのオペラ・ブッファ作品（すべて）においては方言が用いられるが、その度合いは話者の身分に応じるもので、さらに世紀後半になるとその度合いは全体的に弱まり、バス・ブッフォなど喜劇役のみが方言を話すのみとなる。これはジャンルの国際化とも関わってくるが、実際「地方」へ輸出される場合には標準イタリア語へと翻訳されるのが一般的であった。なお、当時ヴェネツィアとナポリのみがオペラ・ブッファの製作の拠点であり、ミラノ、フィレンツェ、パレルモなどの都市はほとんど「輸入品」に頼っていた。
オペラ・ブッファは音楽の内容がより単純、ひいては貧弱であり、長さや想像力に限りがあり、高尚なジャンルに含まれないと当初は言われたこともあった。しかし1768年5月、音楽愛好家でもあったオーストリア皇女マリア・カロリーナがナポリ王フェルディナンド4世のもとに嫁いで以降、ナポリの宮廷はオペラ・ブッファを演ずる民間劇場一座を宮廷に招き、これを奨励しており、ここから急速にオペラ・ブッファの「高踏化」が始まったとみることができる。すでにブフォン論争である程度オペラ・ブッファが紹介されていたフランスのほか、ナポリを見習った他地域の宮廷でも同様にオペラ・ブッファが急速に好まれ始め、後にモーツァルトの名作『フィガロの結婚』や『ドン・ジョヴァンニ』など、「芸術的」なブッファが生み出される土壌を作り出した。この時期で重要な作曲家が、サッキーニ、ピッチンニ、グリエルミ、パイジエッロ、マリネッリ、チマローザ、トリット、パルマ、ヴァレンティーノ・フィオラヴァンティなどである。
喜劇の形式はさまざまで、非常に幅広いものである。ロッシーニの『セビリアの理髪師』（1816年）が純粋に喜劇的な作品である一方、モーツァルトの『フィガロの結婚』（1786年）には劇的効果や悲哀感が加えられている。『コジ・ファン・トゥッテ』も同様であり、『ドン・ジョヴァンニ』となると、音楽面、ドラマ面ともに、もはや喜劇と呼び得るかすら微妙なところまで来ている。モーツァルトの三作品はイタリア語作品ながら作曲者、初演場所などを含めて神聖ローマ帝国で育まれてドイツオペラの歴史に強い影響を及ぼし、今日もなお非常に高い人気を誇る。結果として、ロッシーニ作品やドニゼッティ作品などとともに、オペラ・ブッファは今日の歌劇場レパートリーで重要な一角を占め続けている。
その後、19世紀前半からは、製作の拠点に新たにミラノが加わりながら、ファリネッリ、ヴィンツェンツォ・フィオラヴァンティ、ロッシーニ、モスカ、パヴェージ、そしてドニゼッティによって、ブッファの第3の黄金期を迎える。その後、イタリア統一運動の中で社会が混乱すると、特にブッファを上演していた民間劇場ではそれぞれ愛国的な喜劇オペラが好まれ、統一派に対する文化的な砦となっていたが、その他興味深いのが、この時期の「パロディ・オペラ」である。ヴェルディの『トロヴァトーレ』や『アイーダ』が宮廷劇場で上演される一方、近くの民間劇場では、これらをパロディにした喜劇オペラが上演されている。しかし、これらの研究はいまだ進んでおらず、今後の研究に期待される。その後、ポンキエッリなどを最後に、このジャンルは19世紀後半には衰退し、一般には1893年に発表されたヴェルディの『ファルスタッフ』が最後のオペラ・ブッファであると見なされているが、20世紀前半の新古典主義音楽の時代にはブッファのスタイルを取り入れた近代的オペラも書かれている。
オペラ・ブッファの重要な様相の一つは、18世紀後半には宮廷での地位も確立したことであり、これによりオペラ・セリアもまたオペラ・ブッファの様式から影響を受けることになった。とりわけ、1780年代以降のオペラ・セリアには、ブッファの語法であった「イントロドゥツィオーネ」、「アンサンブル・フィナーレ」が導入されているが、その勢いはイタリアで上演されたセリア作品の総数の半分以上にまでおよんでいたことが、ロレンツォ・マッテイによる浩瀚な博士論文（ローマ大学、2003年）により実証されている。これは、ブッファの人気に反比例するかのように斜陽となっていた宮廷劇場の経営改善のために、興行師が意図してブッファ様式を導入させたものと推測され、作品、作曲家の側からの研究だけでなく、劇場経営の動向から研究を進める必要がある。
フランスの百科全書派はオペラ・ブッファを、当時用いられていた不可避の体制への明確な反発であり、作曲の自由の象徴となったと見なしていた。実際、オペラ・ブッファの製作の拠点であったナポリの例では、喜劇オペラを振興したマリア・カロリーナ王妃をはじめ、民間劇場の予約者たちの貴族の多くは「自由、平等、博愛」を標榜するフリーメイソンに参加しており、そこで上演される作品群にもまた「自由、平等、博愛」というサインが示されている。1768年から1780年代にかけて、ナポリのヌォーヴォ劇場で「異国オペラ」が数多く上演されたのも、それがジェームズ・クックのタヒチ到着など社会の反映だけでなく、さらには東洋を意味する「オリエント」という言葉がフリーメイソン的には「光」を意味するからとも考えることができる。これは、収支バランスをとるべく、観客の意向が重要であったオペラ・ブッファにとりわけ必要となる観客のニーズに応えようとする、興行師の方針だったものと推測されるが、さらに、あるケースでは興行師そのものがフリーメイソン貴族によって「雇われていた」という事実も発見できる。

## オペラ・ブッファを作曲した主な作曲家
本文に記載のある人物を除く。
- ニコロ・ピッチンニ
- パスクァーレ・アンフォッシ
- ジョヴァンニ・パイジエッロ
- ドメニコ・チマローザ
- アントニオ・サリエリ
- ビセンテ・マルティーン・イ・ソレル
- エルマンノ・ヴォルフ＝フェラーリ - 20世紀の作曲家であるが、オペラ・ブッファを思わせる作風を特徴とした。